# Монте Гранде (Порторико)
Монте Гранде (шп. Monte Grande) град је у америчкој острвској територији Порторико, острвској држави Кариба.

## Демографија
По попису из 2010. године број становника је 2.800, што је 983 (54,1%) становника више него 2000. године.
| Група             | 2000.         | 2010.         |
| Белци             | 8 (0,4%)      | 18 (0,6%)     |
| Афроамериканци    | 71 (3,9%)     | 187 (6,7%)    |
| Азијати           | 0 (0,0%)      | 1 (0,0%)      |
| Хиспаноамериканци | 1.807 (99,4%) | 2.780 (99,3%) |
| Укупно            | 1.817         | 2.800         |